# Greasby
Greasby är en ort i distriktet Wirral, i grevskapet Merseyside, i England. Orten hade 9 175 invånare år 2021. Greasby var en civil parish från 1866 till 1974. Civil parish hade 4 367 invånare år 1951. Byn nämndes i Domedagsboken (Domesday Book) år 1086, och kallades då Grauesberie.